# München Mord: Was vom Leben übrig bleibt
Was vom Leben übrig bleibt ist ein deutscher Fernsehfilm von Jan Fehse aus dem Jahr 2020. Es handelt sich um die zehnte Folge der Kriminalfilmreihe München Mord mit Bernadette Heerwagen, Alexander Held und Marcus Mittermeier in den Hauptrollen. Die Erstausstrahlung erfolgte am 14. März 2020 im ZDF.

## Handlung
Nachdem der herzkranke Bestattungsunternehmer Josef Thallinger gestorben ist, wendet sich dessen Tochter Eva an die Münchner Mordkommission. Obwohl der Totenschein eine natürliche Todesursache bescheinigt und einen plötzlichen Herztod angibt, hat sie ein komisches Gefühl. Das Ermittlerteam bestehend aus Ludwig Schaller, Angelika Flierl und Harald Neuhauser, geht der Sache auf den Grund. Eine Einstichstelle im Arm des Toten sowie ein Blutfleck im Bestattungsinstitut lassen bei Schaller Zweifel an der bescheinigten Todesursache aufkommen. Ein Mord lässt sich allerdings nicht beweisen, unter anderem weil die Leiche bereits mit Formalin behandelt wurde. Das Blut stammt vom Verstorbenen, aufgrund seiner Herzerkrankungen bekam er Infusionen.
Bei ihren Ermittlungen stoßen Flierl, Neuhauser und Schaller auf einige Ungereimtheiten, die Familienverhältnisse des Verstorbenen waren zerrüttet und liefern damit mehrere Mordmotive. Die Eltern führten eine offene Ehe, Maria Thallinger hatte eine Beziehung mit dem Schönheitschirurgen Dr. Quirin Werner. Ignatz Nitschke, Balsamierer und eine Art Ziehsohn des Toten, wurde nach Beendigung seiner Ausbildung plötzlich vom alten Thallinger gekündigt, nachdem Ignatz Eva zu nahegekommen war. Außerdem hat Josef nach Angaben anderer Bestattungsunternehmer dafür gesorgt, dass Ignatz in München keine Stelle mehr findet. Thallingers Sohn Adam wurde im Testament nicht erwähnt, Tochter Eva soll das Unternehmen übernehmen.
Schaller findet in den Unterlagen Tallingers die Telefonnummer des It-Girls Tara Bauerl, unter der angegebene Rufnummer meldet sich allerdings Dr. Werner. Tara war nach einer Silvesterparty tödlich verunglückt und wurde vom Bestattungsunternehmen Thallinger bestattet. Dr. Werner gibt an, bei Tara Bauerl eine Brustvergrößerung durchgeführt zu haben. Schaller vermutet, dass Dr. Werner von Josef Thallinger erpresst wurde. Laut Dr. Werner wollte ihm Thallinger bei Tara Nachlässigkeiten und Behandlungsfehler nachweisen. Thallinger mochte Tara, sie gab an, von Dr. Werner falsch behandelt worden zu sein. Werner behauptet, die Avancen von Tara abgewiesen zu haben und dass sie sich deshalb an ihm rächen wollte. Neuhauser findet heraus, dass Adam Thallinger verschuldet ist und deshalb bis vor sechs Wochen von seiner Mutter Geld erhalten hatte.
Neuhauser und Flierl finden Maria Thallinger mit einer schweren Kopfverletzung in ihrer Wohnung, der Notarzt nimmt als Ursache einen Nervenzusammenbruch an. In ihren Unterlagen findet Neuhauser einen Mietvertrag für eine Wohnung, Flierl vermutet, dass diese als Liebesnest für Maria und Dr. Werner gedient hatte. In Josefs Notizbuch findet sich eine schwer zu entziffernde Notiz, bei deren Entschlüsselung die Ermittler von Kriminaloberrat Zangel Unterstützung erhalten. Die Nachricht lautet Meine Eva, Eure Kinder sind nicht eure Kinder, ein Vers von Khalil Gibran. Schaller besucht daraufhin Maria Thallinger im Krankenhaus, um zu erfahren, ob Josef der Vater ihrer Kinder war. Maria gesteht, dass Dr. Werner Evas Vater ist. Josef wusste von der fremden Vaterschaft, seit Eva acht Jahre alt war. Außerdem gibt Maria an, das Apartment für Eva gemietet zu haben, damit sie ein neues Leben ohne ihren tyrannischen Vater anfangen könne. Josef fand dies heraus und war wütend, weil er sich seine Tochter nicht wegnehmen lassen wollte.
Bei der Obduktion wird im Körper des Toten Formalin an Stellen gefunden, wo es durch die Balsamierung nicht hingekommen wäre. Thallinger hatte also noch gelebt, als er mit Formalin vergiftet wurde. Das Formalin wurde vermutlich über die Infusionen, die Thallinger wegen seiner Herzerkrankung erhalten hatte, verabreicht. Der Täter hatte die Infusionsbeutel vermutlich ausgetauscht. Flierl und Neuhauser verdächtigen zunächst Ignatz Nitschke, weil Thallinger seine Beziehung zu dessen Tochter verhindern wollte und er über das notwendige Fachwissen verfügte. Eva dagegen wäre nicht von selbst zur Mordkommission gekommen, wenn sie die Täterin gewesen wäre. Nachdem die Polizei Nitschke festgenommen hat, gesteht sie allerdings, ihren Vater ermordet zu haben, weil er sie jahrelang belogen hatte und sie ein neues und freies Leben ohne ihn anfangen wollte. Nach der Tat kam sie zur Mordkommission, in der Hoffnung, ihre Schuldgefühle loszuwerden. Eva erfährt von der Polizei, dass Thallinger sie am Ende doch noch freigeben wollte.

## Produktion
Die Dreharbeiten fanden gemeinsam mit dem neunten Teil Die Unterirdischen vom 9. Oktober bis zum 15. Dezember 2018 in München und Umgebung statt. Drehort war unter anderem der Ulrichsplatz in Augsburg.
Produziert wurde der Film von der TV60Filmproduktion, beteiligt war das ZDF. Für das Szenenbild zeichnete Michael Björn Köning verantwortlich, für den Ton Rainer Plabst, für das Kostümbild Theresia Wogh und für das Maskenbild Martine Flener und Judith Müller.

## Rezeption

### Kritiken
Rainer Tittelbach von tittelbach.tv befand, dass das Schwarzhumorige, das der Berufsstand in Kombination mit diesem Reihen-Personal birge, eher unspektakulär an die Oberfläche dringe. Der Film mache zwar immer noch Laune, die Narration dieses Whodunit sei dicht, die Beziehungen seien einigermaßen komplex und Fehses Inszenierung könne sich sehen lassen – aber vom gewissen Etwas dieser Reihe habe diese Episode etwas weniger als gewohnt.
Julian Weinberger schrieb im Weser Kurier, dass der Fall sehr klassisch geraten sei. So wirklich zünden wolle der Krimi nicht. „Zu wenig Lokalkolorit, zu brave Dialoge - alles in allem ist Was vom Leben übrig bleibt nur Krimi-Durchschnitt.“
Sidney Schering bezeichnete den Film auf Quotenmeter.de als „austauschbar-zahmen Fall, aus dem kaum etwas denkwürdig heraussticht.“ Es gäbe einen kleinen Hauch Lokalkolorit und eine winzige Prise schwarzen Humor. Die Handlung würde in einer eher unmotivierten Reihe von Verhören und Beratschlagungen unter den Ermittlern herunter gespult. Immerhin sei die ausführliche Auflösung sehr gut und emotional gespielt, was den solide-routiniert inszenierten Krimi ein wenig aufwerte.
Arnold Hohmann dagegen bezeichnete den zehnten Film des Ermittlertrios in der Berliner Morgenpost als „zweifellos einer ihrer besten“. Die Drehbuchautoren hätten diesen Film als einen klassischen Krimi mit Tätersuche gebaut, zwischendrin sorgten sie für kleine amüsante Zwischenspiele.
Oliver Armknecht vergab auf film-rezensionen.de 5 von 10 Punkten. Fans klassischer Krimis bekämen hier genug zu rätseln, allerdings sei die Glaubwürdigkeit gering. Schade sei zudem, wie wenig Humor in der Folge sei.
Tilmann P. Gangloff befand auf evangelisch.de, dass der Regisseur auch bei dieser Folge keine Krimispannung im klassischen Sinn erzeuge. Die Arbeit mit den bis in die kleinste Nebenrolle sehr guten Schauspielern sei dagegen vorzüglich. Und einige Bemerkungen hätten tatsächlich Aphorismusqualität, etwa wenn Neuhauser feststellt: „tot sein ist wie deppert sein“.

### Quote
In Deutschland sahen den Film bei Erstausstrahlung 6,75 Millionen Personen, der Marktanteil betrug 20,9 Prozent.